# 1920年石勒苏益格公投

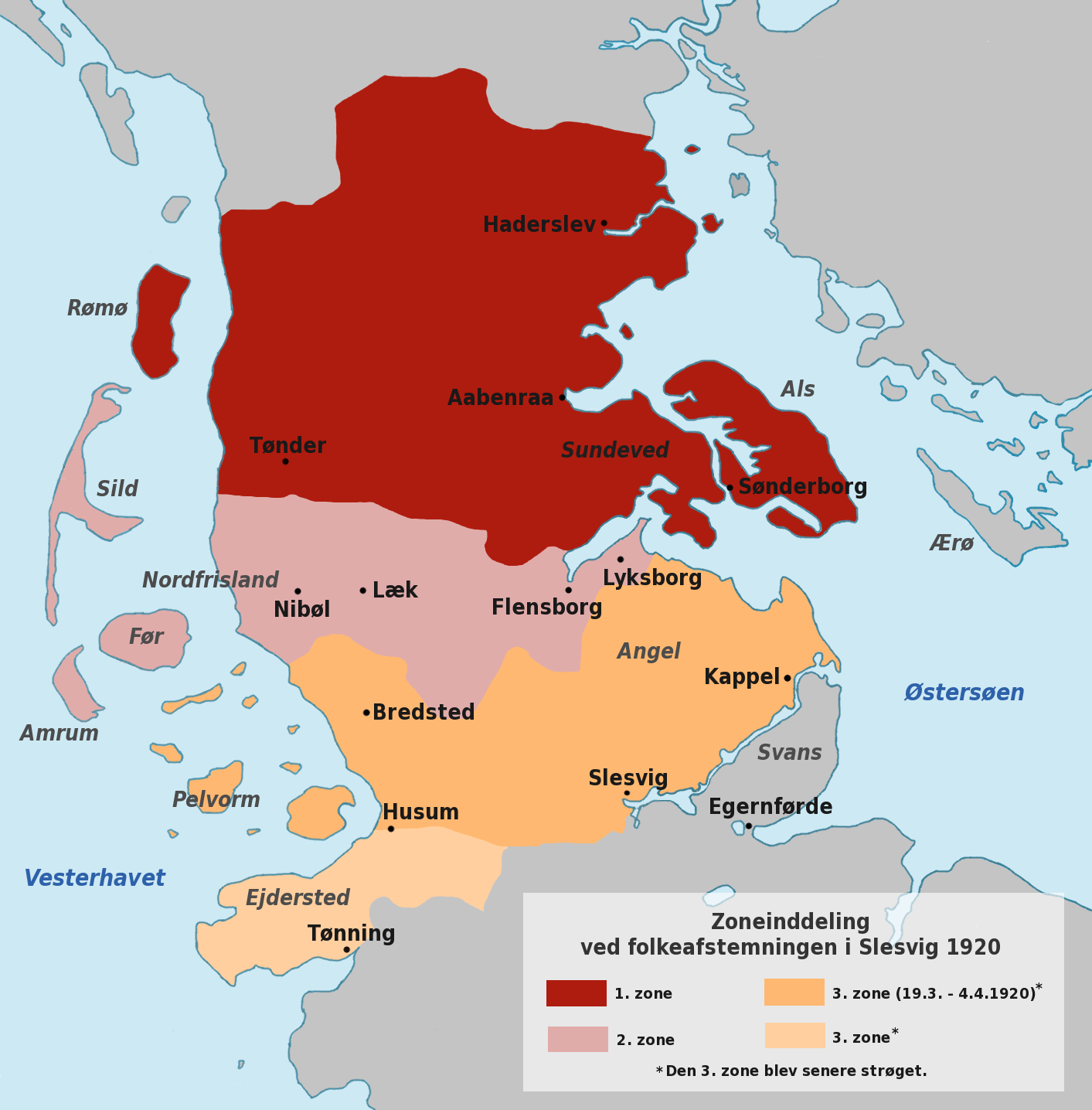
石勒苏益格的三個分區

石勒蘇益格公民投票（德語：Volksabstimmung in Schleswig）是根據1919年6月28日《凡爾賽條約》第XII節第100至115條組織的兩次公民投票，目的是確定丹麥和德國之間通過前石勒蘇益格公國的未來邊界。該過程由一個由法國、英國、挪威和瑞典代表組成的委員會監督。
公民投票於1920年2月10日和3月14日舉行，結果是較大的北部（第一區）投票加入丹麥，而較小的南部（第二區）投票保留在德國。由于二战期间纳粹德国对丹麦只是军事占领，并未进行领土分割，且战后丹麦也未对德国要求领土补偿（反之如比利时、荷兰、法国）。故此公投所形成的德丹边界一直延续至今。